# امامزاده محسن
بنای امامزاده محسن یا امامزاده کوه مربوط به احتمالاً سدهٔ ۱۰ است و در شهرستان همدان، بخش مرکزی، روستای وفرجین در ۱۶ کیلومتری شهر همدان واقع شده و این اثر در تاریخ ۱ فروردین ۱۳۴۷ با شمارهٔ ثبت ۸۲۳ به‌عنوان یکی از آثار ملی ایران به ثبت رسیده است.